# Эльбрус (кинотеатр, Москва)
Кинотеатр Эльбру́с — кинотеатр в Москве, находящийся в районе Царицыно Южного административного округа по адресу Кавказский бульвар, 17 и открытый в 1969 году, снесёный в 2018 году в рамках реконструкции. На его площадке в 2020 году открыт многофункциональный центр «Районный центр «Место встречи Эльбрус».

## Кинотеатр

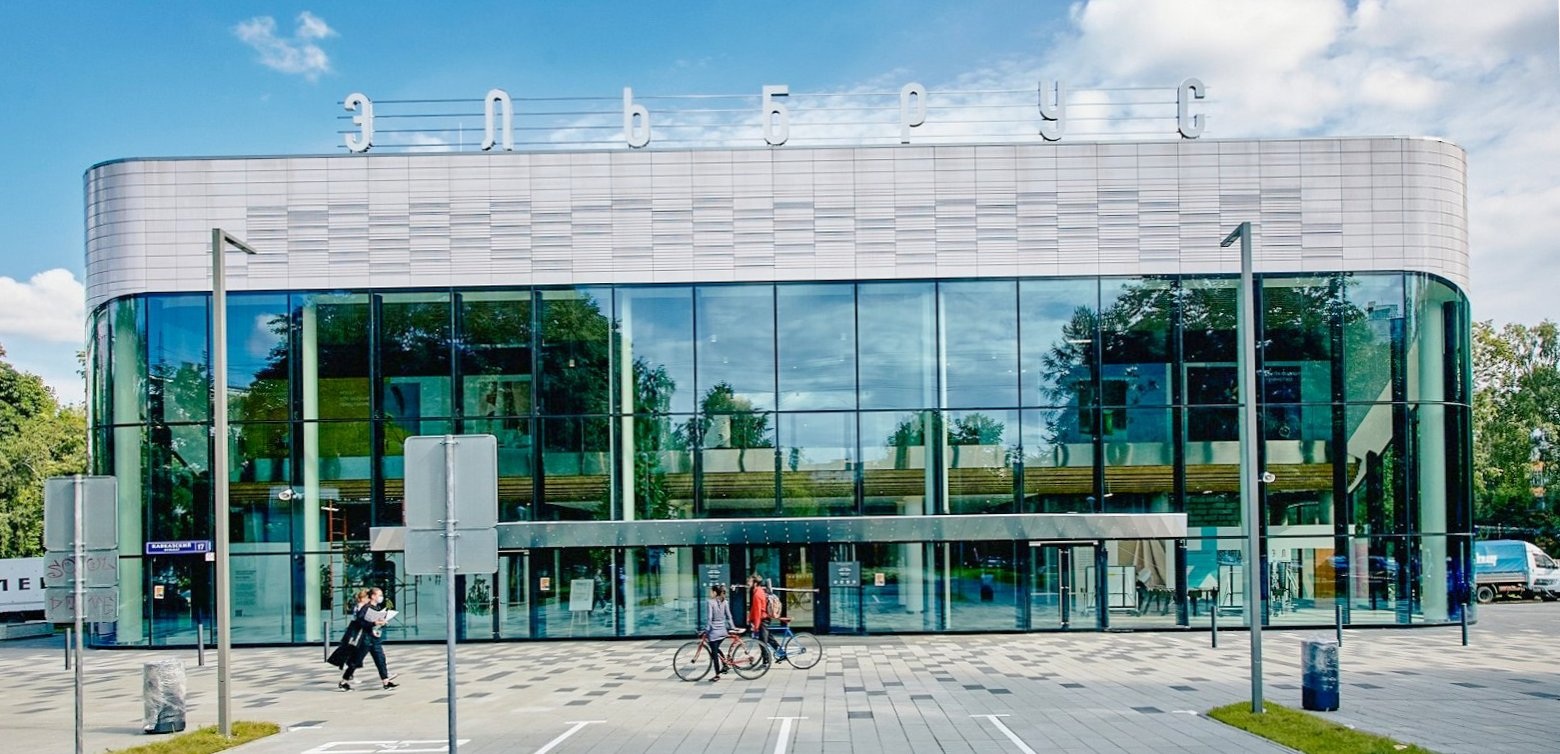
Многофункциональный центр «Эльбрус»

Кинотеатр «Эльбрус» построен в 1969 году. Зрительный зал был рассчитан на 1280 мест, что делало «Эльбрус» одним из самых вместительных кинотеатров в городе. Это был третий по счёту широкоформатный кинотеатр, построенный по типовому проекту, разработанному мастерской № 14 Моспроекта-2 (посте кинотеатра «Первомайский» в Измайлове и «Балтика» в Тушине).
Зрительный зал кинотеатра «Эльбрус» был выполнен в бело-серой гамме и имел подвесной потолок. Штукатурные стены зала с сильным рельефом способствовали рассеиванию звука. Зал освещался светом, отражённым от стен и потолка. В кафе кинотеатра размещалось большое декоративное панно.
В 2006 году в здании кинотеатра произошёл крупный пожар.
Снесён в августе 2018 года для реконструкции.

## Многофункциональный центр
Торговый центр «Место встречи Эльбрус» был открыт ADG group 18 августа 2020 года. 

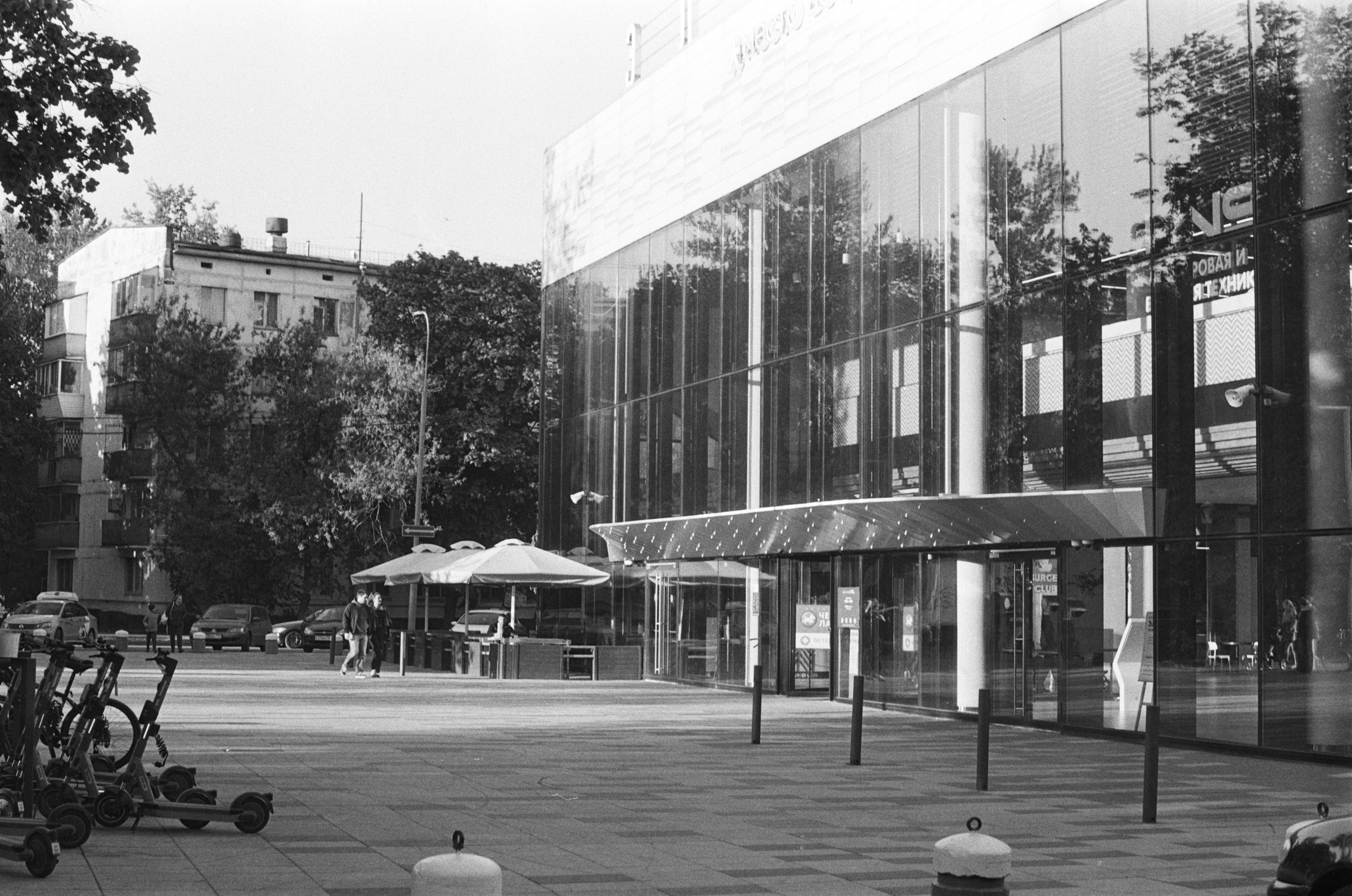
Торговый центр Эльбрус (2022)

Площадь здания увеличилась с 4,2 до 7,5 тыс. кв.м. 18 апреля 2024 года в центре открылся четырёхзальный кинотеатр «КАРО 4 Эльбрус» общей вместимостью 224 места.